# Babase
Babase és una illa volcànica de 23 km². Juntament amb Ambitle és una de les dues illes que formen les illes Feni de l'arxipèlag Bismarck. L'illa es troba a la província de Nova Irlanda de Papua Nova Guinea, a l'est de Nova Irlanda.
Està formada per un estratovolcà, que s'eleva fins als 200 msnm, i un dom de lava que estan units per un istme.